# لائورا شخویان
لائورا هایکی شخویان (ارمنی: Լաուրա Հայկի Շեխոյան؛  ۱۹۳۶) بانوی فارسی‌پژوه اهل ارمنستان است.

## زندگی‌نامه
وی در ۱۹۳۶ در ایروان به دنیا آمد و دوره‌های دبستان و دبیرستان را در مدرسهٔ شماره ۴۴ ایروان به پایان برد. در ۱۹۵۸م موفق به دریافت دانشنامهٔ کارشناسی ارشد از دانشکده زبان‌شناسی در رشتهٔ زبان و ادبیات گردید. سپس به مسکو رفت و در آکادمی علوم روسیه در رشتهٔ خاورشناسی دانشنامهٔ دکتری گرفت. در ۱۹۶۷م دوباره ایروان رفت و در دانشکدهٔ خاورشناسی آکادمی علوم ارمنستان سرگرم کار شد. وی در نخستین همایش جهانی استادان زبان فارسی به تهران فراخوانده شد و مقالهٔ «مسائل تجدد ادبی در ایران و ملک‌الشعرای بهار» را به آن همایش ارائه داد. 

## آثار
از آثارش: 
- گزیدهٔ داستان‌های کوتاه ادبیات معاصر فارسی، جمال‌زاده، نادر ابراهیمی و دیگران
- روابط ادبی ایران و ارمنستان
- مختصری از تاریخ ادبیات معاصر فارسی (۱۹۸۹م) که آن را با همکاری هرایر موسسیان نوشته است
- منتخبات متون فارسی در دو جلد
- انگیزه‌های اجتماعی در ادبیات معاصر فارسی، نثر جدید فارسی
- تأثیر مقالات فکاهی مطبوعات اوایل قرن حاضر در تجدد نثر فارسی
- انعکاس مسائل اجتماعی در نثر معاصر ایران